# París-Niça 1965
La París-Niça 1965 fou la 23a edició de la París-Niça. És un cursa ciclista que es va disputar entre el 9 i el 16 de març de 1965. La cursa fou guanyada pel francès Jacques Anquetil, de l'equip Ford France-Gitane, per davant de Rudi Altig (Margnat-Paloma) i Italo Zilioli (Sanson). Gianni Motta (Molteni) s'emportà la classificació de la muntanya, Rudi Altig (Margnat-Paloma) guanyà la classificació per punts i el conjunt Ford France-Gitane la d'equips.
Després de dues edicions la prova abandona les dures etapes corses.

## Participants
En aquesta edició de la París-Niça hi preneren part 88 corredors dividits en 11 equips: Pelforth-Sauvage-Lejeune, Ford France-Gitane, Mercier-BP, Peugeot-BP, Sanson, Lamot-Libertas, Margnat-Paloma, Flandria-Romeo, Televizier, Molteni i Grammont-Motoconfort. La prova l'acabaren 59 corredors.

## Resultats de les etapes
| Etapes              | Data       | Recorregut                               | Km      | Vencedor d'etapa      | Líder de la general |
| ------------------- | ---------- | ---------------------------------------- | ------- | --------------------- | ------------------- |
| 1a etapa            | 9 de març  | Melun-Troyes                             | 156 km  | Rudi Altig            | Rudi Altig          |
| 2a etapa            | 10 de març | Troyes-Château-Chinon                    | 177 km  | Willy Bocklant        | Rudi Altig          |
| 3a etapa, 1r sector | 11 de març | Château-Chinon-Montceau-les-Mines        | 103 km  | Jan Janssen           | Italo Zilioli       |
| 3a etapa, 2n sector | 11 de març | Circuit de l'Etang du Plessis (CRE)      | 19.2 km | Televizier            | Jacques Anquetil    |
| 4a etapa            | 12 de març | Montceau-les-Mines-Saint-Étienne         | 175 km  | Rudi Altig            | Jacques Anquetil    |
| 5a etapa            | 13 de març | Bourg-Argental-Bollène                   | 170 km  | Willy Vannitsen       | Jacques Anquetil    |
| 6a etapa, 1r sector | 14 de març | Pont-Saint-Esprit-Bagnols-sur-Cèze (CRI) | 33 km   | Jacques Anquetil      | Jacques Anquetil    |
| 6a etapa, 2n sector | 14 de març | Bagnols-sur-Cèze-Marsella                | 166 km  | Rudi Altig            | Jacques Anquetil    |
| 7a etapa            | 15 de març | Marsella-Draguignan                      | 180 km  | Georges Vanconingsloo | Jacques Anquetil    |
| 8a etapa            | 16 de març | Draguignan-Niça                          | 146 km  | Joseph Spruyt         | Jacques Anquetil    |

## Etapes

### 1a etapa
9-03-1965. Melun-Troyes, 156 km.
|   | Ciclista       | Equip          | Temps      |
| - | -------------- | -------------- | ---------- |
| 1 | Rudi Altig     | Margnat-Paloma | 4h 02' 20" |
| 2 | Leo van Dongen | Televizier     | m. t.      |
| 3 | Italo Zilioli  | Sanson         | m. t.      |

### 2a etapa
10-03-1965. Troyes-Château-Chinon 177 km.
|   | Ciclista       | Equip                    | Temps      |
| - | -------------- | ------------------------ | ---------- |
| 1 | Willy Bocklant | Flandria-Romeo           | 5h 07' 46" |
| 2 | Gianni Motta   | Molteni                  | m. t.      |
| 3 | Jan Janssen    | Pelforth-Sauvage-Lejeune | m. t.      |

### 3a etapa, 1r sector
11-03-1965. Château-Chinon-Montceau-les-Mines 103 km.
|   | Ciclista      | Equip                    | Temps      |
| - | ------------- | ------------------------ | ---------- |
| 1 | Jan Janssen   | Pelforth-Sauvage-Lejeune | 3h 15' 28" |
| 2 | Italo Zilioli | Sanson                   | m. t.      |
| 3 | Gianni Motta  | Molteni                  | m. t.      |

### 3a etapa, 2n sector
11-03-1965. Circuit de l'Etange du Plessis, 19.2 km. CRE
|   | Equip                    | Temps   |
| - | ------------------------ | ------- |
| 1 | Televizier               | 22' 56" |
| 2 | Pelforth-Sauvage-Lejeune | + 1"    |
| 3 | Flandria-Romeo           | + 7"    |

### 4a etapa
12-03-1965. Montceau-les-Mines-Saint-Étienne, 175 km.
|   | Ciclista    | Equip                    | Temps      |
| - | ----------- | ------------------------ | ---------- |
| 1 | Rudi Altig  | Margnat-Paloma           | 5h 06' 01" |
| 2 | Jo de Haan  | Televizier               | m. t.      |
| 3 | Jan Janssen | Pelforth-Sauvage-Lejeune | m. t.      |

### 5a etapa
13-03-1965. Bourg-Argental-Bollène, 170 km.
|   | Ciclista        | Equip                    | Temps      |
| - | --------------- | ------------------------ | ---------- |
| 1 | Willy Vannitsen | Ford France-Gitane       | 5h 46' 20" |
| 2 | Cor Schuring    | Pelforth-Sauvage-Lejeune | m. t.      |
| 3 | Yvo Molenaers   | Flandria-Romeo           | m. t.      |

### 6a etapa, 1r sector
14-03-1965. Pont-Saint-Esprit-Bagnols-sur-Cèze, 33 km. CRI
|   | Ciclista         | Equip              | Temps   |
| - | ---------------- | ------------------ | ------- |
| 1 | Jacques Anquetil | Ford France-Gitane | 40' 04" |
| 2 | Rudi Altig       | Margnat-Paloma     | + 33"   |
| 3 | Raymond Poulidor | Mercier-BP         | + 42"   |

### 6a etapa, 2n sector
14-03-1965. Bagnols-sur-Cèze-Marsella, 166 km.
|   | Ciclista           | Equip          | Temps      |
| - | ------------------ | -------------- | ---------- |
| 1 | Rudi Altig         | Margnat-Paloma | 4h 08' 12" |
| 2 | Frans Melckenbeeck | Mercier-BP     | m. t.      |
| 3 | Michele Dancelli   | Molteni        | m. t.      |

### 7a etapa
15-03-1965. Marsella-Draguignan, 180 km.
|   | Ciclista              | Equip      | Temps      |
| - | --------------------- | ---------- | ---------- |
| 1 | Georges Vanconingsloo | Peugeot-BP | 5h 19' 09" |
| 2 | Michele Dancelli      | Molteni    | m. t.      |
| 3 | Italo Zilioli         | Sanson     | m. t.      |

### 8a etapa
16-03-1965. Draguignan-Niça, 146 km.
Arribada situada al Passeig dels Anglesos.
|   | Ciclista       | Equip      | Temps      |
| - | -------------- | ---------- | ---------- |
| 1 | Joseph Spruyt  | Mercier-BP | 3h 44' 14" |
| 2 | Cees van Espen | Televizier | + 33"      |
| 3 | Jo de Haan     | Televizier | + 47"      |

## Classificacions finals

### Classificació general
|    | Ciclista         | Equip                    | Temps       |
| -- | ---------------- | ------------------------ | ----------- |
| 1  | Jacques Anquetil | Ford France-Gitane       | 36h 14' 09" |
| 2  | Rudi Altig       | Margnat-Paloma           | + 2' 18"    |
| 3  | Italo Zilioli    | Sanson                   | + 2' 56"    |
| 4  | Raymond Poulidor | Mercier-BP               | + 3' 51"    |
| 5  | Jan Janssen      | Pelforth-Sauvage-Lejeune | + 4' 10"    |
| 6  | Arie den Hartog  | Ford France-Gitane       | + 4' 19"    |
| 7  | Hans Junkermann  | Margnat-Paloma           | + 4' 57"    |
| 8  | Gianni Motta     | Molteni                  | + 5' 13"    |
| 9  | Michel Nedelec   | Peugeot-BP               | + 6' 24"    |
| 10 | Cees Haast       | Televizier               | + 6' 58"    |

## Evolució de les classificacions
| Etapa (Vencedor)                       | Classificació general |
| -------------------------------------- | --------------------- |
| 0Etapa 1 (Rudi Altig)                  | Rudi Altig            |
| 0Etapa 2 (Willy Bocklant)              | Rudi Altig            |
| 0Etapa 3, 1r sector (Jan Janssen)      | Italo Zilioli         |
| 0Etapa 3, 2n sector (Televizier)       | Jacques Anquetil      |
| 0Etapa 4 (Rudi Altig)                  | Jacques Anquetil      |
| 0Etapa 5 (Willy Vannitsen)             | Jacques Anquetil      |
| 0Etapa 6, 1r sector (Jacques Anquetil) | Jacques Anquetil      |
| 0Etapa 6, 2n sector (Rudi Altig)       | Jacques Anquetil      |
| 0Etapa 7 (Georges Vanconingsloo)       | Jacques Anquetil      |
| 0Etapa 8 (Joseph Spruyt)               | Jacques Anquetil      |